# 达戈尔
达戈尔（羅馬化：Dākor）是印度古吉拉特邦凯达县的一个城镇。总人口23784（2001年）。

## 人口
该地2001年总人口23784人，其中男性12511人，女性11273人；0—6岁人口2359人，其中男1292人，女1067人；识字率75.82%，其中男性为81.58%，女性为69.42%。